# Intención comunicativa
La intención comunicativa es el propósito, la meta o finalidad, por medio de su discurso, el colectivo de actores comunicativo. La intención modela el discurso del emisor, puesto que sus actos lingüísticos irán encaminados a lograr el propósito que persigue (aunque sea de forma inconsciente), a la vez que también influye en la interpretación del receptor.
Cuando se pretende transmitir información, se debe hacer mediante un mensaje que debe tener ciertas características dependiendo del objetivo con el que se emita, por ejemplo:
- Si se pretende convencer o disuadir a la persona.
- Si se pretende informar.
- Cuestionar o explicar.

Para que el proceso se lleve a cabo de la manera adecuada es necesario tener clara la idea a transmitir, estructurar la idea y seleccionar las palabras adecuadas para su transmisión, que tanto emisor y receptor posean un código común, mediante el cual el primero codifica y el segundo decodifica el mensaje.

## Antecedentes
La retórica clásica ya partía de la naturaleza intencional del discurso, destinado a influir en el destinatario. Sin embargo, en planteamientos más recientes el desarrollo histórico del estudio de la intención comunicativa como factor que interviene decisivamente en la comunicación humana tiene su origen en la teoría de los actos de habla, propuesta en primer lugar por el filósofo británico J. L. Austin y desarrollada años más tarde por el estadounidense John Searle. En esta teoría se afirma que comunicarse es una forma de actividad de modo que los diversos tipos de actos de habla posibles responden a intenciones distintas. La comunicación humana tiene como objetivo fundamental conseguir determinados fines por medio del uso de la lengua, de tal modo que la actuación lingüística se compone de una serie de actos encaminados a la consecución de esos fines.

### Funciones del lenguaje
Román Jakobson, desde la lingüística, pone de manifiesto la riqueza comunicativa del lenguaje en sí mismo. Establece que cualquier discurso dice muchas más cosas de las que parece enunciar en primera instancia. Su enfoque da cuenta de las coincidencias y convergencias entre las más recientes etapas de la metodología del análisis lingüístico y la forma en que se considera el lenguaje en la Teoría Matemática de la Información a partir del análisis de una serie de conceptos compartidos: redundancia, información, código, ruido semántico. Jakobson, en su teoría de la información, constituida en 1958 y articulada en torno a los factores de la comunicación (emisor, receptor, referente, canal, mensaje y código), dedujo la existencia de seis funciones del lenguaje: la expresiva, la apelativa, la representativa, la fática, la poética y la metalingüística, completando así el modelo de Karl Bühler.
Esta síntesis, tan operativa, ha sido muy utilizada. A juicio de algunos, no "soluciona" las funciones del lenguaje, pues añade una función estética y no explica debidamente la función lúdica del lenguaje, que no podría incluirse sin problemas dentro de la función poética. Pero ese esquema es fundamental para ir analizando luego esos otros aspectos.